# Nokia E52

Nokia E52 este un smartphone creat de Nokia și face parte din seria Enterprises (afaceri). Are dimensiunile de 116 x 49 x 9.9 mm.

## Design
Accentele metalice pe corpul smartphone-ului sunt stimulează atât aspectul cât și durabilitate. 
E52 este disponibil în trei culori diferite - Metal Grey Aluminium, Golden Aluminium și Graphite Grey. 
În esență D-pad-ul și două rocker-stil controlează pe o punte metalică mată, care adăpostește cele două taste soft și butoane de acceptare și respingere apel.

## Conectivitate
Transferul de date se poate realiza prin: Bluetooth v2.0, USB v2.0, Wi-Fi, 3G, GPS cu A-GPS. 
Un slot pentru card microSD este pozișionat sub capacul bateriei.

## Multimedia
Nokia E52 are o cameră de 3.2 megapixeli cu bliț LED și focalizare automată a camerei și poate filma video în formatele MP4/H.264.
Smartphone-ul este bazat în principal pe funcțiile de afaceri are un player de muzică bun și un port AV de 3.5 mm pentru căști. În plus față de căștile cu fir se pot conecta căsti stereo Bluetooth conectate prin A2DP Bluetooth.
Oferă radio FM cu suport RDS și Real Player.

## Caracteristici
- Corp metalic compact și subțire circumferinta suplimentar (9.90mm)
- Quad-band GSM de sprijin
- 3G cu HSDPA 10.2 Mbps și HSUPA 2 Mbps
- Ecran de 2.4 inchi până la 16.7 de culori cu rezoluția QVGA
- Symbian OS, S60 UI cu FP2
- Procesor 600 MHz CPU ARM 11 și 128 MB RAM
- Wi-Fi 802.11 b/g, tehnologie UPnP, suport DLNA
- Receptor GPS integrat, suport A-GPS și busolă digitală
- Accelerometru pentru ecran auto-rotație și Turn-to-mute
- One-touch taste de comenzi rapide înseamnă "de afaceri"
- 3.2 megapixeli focalizare automată, cu bliț LED
- Cameră secundară pentru apeluri video
- 60 MB de memorie internă, microSDHC de expansiune, un card de 1GB inclus
- microUSB v2.0
- Port audio de 3,5 mm
- Bluetooth v2.0 cu A2DP
- Radio FM cu RDS
- Ovi Maps preinstalat cu licență de navigație (10 zile)